# کشاف اصطلاحات الفنون و العلوم
کشّاف اصطلاحاتِ الفنونِ و العلوم کتابی است به زبان عربی همراه با برخی متن‌های فارسی، در شرح اصطلاحات و واژه‌های رشته‌های گوناگونِ علمی و فنی که آن را شیخ محمدبن علی تَهانَوی در سال ۱۱۵۸ ه‍.ق در هند تألیف کرده‌است.

تَهانَوی در مقدمهٔ کتاب نوشته‌است (ترجمهٔ متن عربی):
اشتباه در اصطلاح‌ها، مهم‌ترین دلیل برای نیاز به استاد در تحصیل علوم و فنون است. هر علمی، اصطلاحات ویژه‌ای دارد که اگر به آن آگاهی پیدا نشود، به نتیجه نمی‌رسد. راه شناختِ معانیِ اصطلاح‌ها یا رجوع به استادان است یا مراجعه به کتاب‌هایی که اصطلاح‌ها را جمع‌آوری کرده‌اند... کتابی در دسترس، که اصطلاحات همهٔ دانش‌ها را داشته‌باشد، نیافتم. در سال‌های اولِ تحصیل تصمیم گرفتم کتابی بنویسم که اصطلاحات همهٔ دانش‌ها را دربرداشته‌باشد و دانش‌پژوهان را از رجوع به استاد بی‌نیاز کند.
این کتاب، که از میانِ منابعِ قدیمی، اثری معتبر به‌شمار می‌رود، چند بار در هند، استانبول و بیروت چاپ شده‌است.